# Paratrichapus sechellarum
Paratrichapus sechellarum es una especie de coleóptero de la familia Ciidae.

## Distribución geográfica
Habita en las Seychelles.